# Elektromotorni pogon
Elektromotorni pogon je pokretanje radnog stroja pogonskim elektromotorom. U širem smislu pojam definira i način upravljanja i regulacije rada stroja. Elektromotorni pogoni su danas, zahvaljujući pouzdanom i tihom radu, malim dimenzijama i niskim troškovima eksploatacije, najčešće korišteni pogoni radnih strojeva u svim granama industrije i prometa. Prema vrsti korištenih motora elektromotorni pogoni se dijele na istosmjerne (DC) i izmjenične (AC). Elektromotorni pogon može biti reguliran i tada zadanu radnu točku (brzinu vrtnje, okretni moment) određuje regulator. Ako regulator ne postoji elektromotorni pogon radi u prirodnoj radnoj točki određenoj karakteristikom elektromotora i radnog stroja i tada govorimo o nereguliranom elektromotornom pogonu.